# Mihailovca (Rîbnița)
Mihailovca (in russo Михайловка)  è un comune della Moldavia controllato dalla autoproclamata repubblica di Transnistria. È compreso nel distretto di Rîbnița.